# Katsuya Iwatake
Katsuya Iwatake (jap. 岩武 克弥, Iwatake Katsuya; * 4. Juni 1996 in Ōita, Präfektur Ōita) ist ein japanischer Fußballspieler.

## Karriere
Katsuya Iwatake erlernte das Fußballspielen in den Jugendmannschaften vom Catiolla FC und Ōita Trinita sowie in der Universitätsmannschaft der Meiji-Universität. Während seiner Zeit bei Ōita Trinita, einem Verein aus Ōita, der in der J2 League spielte, wurde er als Jugendspieler zehnmal im Profikader eingesetzt. Über die Universitätsmannschaft der Meiji-Universität wechselte er 2019 zu den Urawa Red Diamonds. Der Verein aus Urawa-ku, einem Stadtbezirk der Millionenstadt Saitama, spielte in der höchsten Liga des Landes, der J1 League. Bis Ende 2020 absolvierte er 14 Erstligaspiele für die Urawa Reds. Anfang 2021 wechselte er zum Ligakonkurrenten Yokohama FC nach Yokohama. Am Ende der Saison 2021 belegte er mit dem Verein den letzten Tabellenplatz und musste somit in die zweite Liga absteigen. Am Ende der Saison 2022 feierte er mit Yokohama die Vizemeisterschaft der zweiten Liga und den Aufstieg in die erste Liga. Am Ende der Saison 2023 musste er als Tabellenletzter wieder in die zweite Liga absteigen. Am Ende der Saison 2024 wurde er mit Yokohama Vizemeister und stieg in die erste Liga auf.

## Erfolge
Urawa Red Diamonds
- AFC Champions League 2019 (Finalist)

Yokohama FC
- Japanischer Zweitligavizemeister: 2022  ▲
- Japanischer Zweitligavizemeister: 2024  ▲